# جائزة غريفين للشعر
جائزة غريفين للشعر هي جائزة شعر كندية أسسها رجل الأعمال سكوت غريفين عام 2000.

## تاريخ
قبل عام 2022 كانت جائزتان منفصلتين إلى شاعر كندي وشاعر دولي يكتب باللغة الإنجليزية. في عام 2022، دمجتا الجائزتين في جائزة دولية واحدة بقيمة 130،000 دولار كندي. تمنح الشعراء المدرجين في القائمة المختصرة 10000 دولار كندي، وتأتي جائزة التقدير قدرها 25000 دولار كندي.
قدمت جائزة غريفين للشعر أيضًا جائزة الكتاب الأول الكندية المحلفة لتكريم أفضل كتاب أول مرة لهذا العام.